# MMS
ММС (енгл. Multimedia Messaging Service) је ГСМ стандард, сличног концепта као и СМС стандард: омогућавање тренутног (и једноставног) слања порука са мобилног телефона. Велика разлика је у садржају поруке. ММС омогућава слање много већег броја алфанумеричких знакова и графике (.gif и .jpg формати), видео (.mpeg4 формат) и аудио-записе (.mp3, .wav и .mid формати).